# Jovana Kocić
Jovana Kocić (in serbo Јована Коцић?; Belgrado, 24 febbraio 1998) è una pallavolista serba, centrale del Talmassons.

## Palmarès

### Club
- Campionato serbo: 3

2015-16, 2016-17, 2017-18
- Campionato rumeno: 1

2021-22, 2022-23
- Coppa di Serbia: 1

2015-16
- Coppa di Romania: 2

2020-21, 2021-22
- Supercoppa serba: 3

2015, 2017, 2018
- Supercoppa rumena: 1

2021, 2023

### Nazionale (competizioni minori)
- Campionato europeo under 19 2014
- Campionato europeo under 18 2015
- Festival olimpico della gioventù europea 2015
- Campionato europeo under 19 2016

### Premi individuali
- 2015 - Campionato mondiale under 18: Miglior centrale
- 2016 - Campionato europeo under 19: Miglior centrale